# Beware the Slenderman
『Beware the Slenderman』（ビーウェア・ザ・スレンダーマン、日本語訳:スレンダーマンに気をつけろ）は、スレンダーマン刺傷事件を描いた2016年のアメリカのドキュメンタリー映画である。
監督はアイリーン・テイラー・ブロツキー。2016年3月にサウス・バイ・サウスウエストで初公開され、2017年1月23日にHBOで初放送された。

## 概要
サムシング・オーフル・フォーラムに立てられた「フォトショップ でパラノーマルな画像を創り出そう (create paranormal images through Photoshop)」という趣旨のスレッドから生まれた架空のモンスター、スレンダーマンの手下になるために、2人の少女が友人の1人を殺害しようとした事件を取り上げる。1年半かけて撮影されたこのドキュメンタリーには、殺人犯となった2人の家族のインタビューが収められている。
スレンダーマンに関連するさまざまなYouTube動画、特に「Marble Hornets」と「Tribe Twelve」の映像が使用されている。また、ゲーム「Slender: The Eight Pages』やMinecraftの映像も使われている。